# Landican
Landican är en by i unparished area Birkenhead, i distriktet Wirral, i grevskapet Merseyside i England. Byn är belägen 8 km från Liverpool. Landican var en civil parish 1866–1933 när blev den en del av Birkenhead St Mary. Civil parish hade 66 invånare år 1931. Byn nämndes i Domedagsboken (Domesday Book) år 1086, och kallades då Landechene.